# Dwór Artusa w Elblągu
Dwór Artusa w Elblągu – dwór, a w późniejszym okresie neorenesansowa kamienica znajdujące się w Elblągu.

## Historia
Najwcześniejsze wzmianki o Dworze Artusa pochodzą z lat 1319–1320. Tradycyjnie fundacja utożsamiana była z wielkim mistrzem krzyżackim Winrichem von Kniprode w roku 1351. Dwór znajdował się przy ulicy Rybackiej 9. W latach 1338 i 1352 Dwór otrzymał nadania łąk na terenach podmiejskich i prawo korzystania z placu składowego na drewno. W XIV wieku był podzielony na cztery ławy: Łowczych, Rycerską, św. Jerzego i św. Marcina. Początkowo zarząd sprawowały dwie pierwsze ławy, jednak po ich zaniku na przełomie XV i XVI wieku przejęły dwie ostatnie.
W latach 1578–1581 wzniesiono nową siedzibę bractwa św. Jerzego zwaną Dworem Artusa na narożniku Starego Rynku i ul. Kowalskiej w stylu manieryzmu niderlandzkiego według projektu Hansa Schneidera z Lindau (Bodensee). Bractwo przeprowadziło się do niego oficjalnie w 1583 roku. W dokumentach często zwany był Artushof-Junkerhof (Dworem Artusa lub Domem Junkrów) lub Georgenbrüderhaus (Dworem Bractwa Św. Jerzego). Dwór z miejsca spotkań kupców stał się miejscem oficjalnych przyjęć i przedstawień. W Dworze na parterze znajdowała się Wielka Sala, w której był chór muzyczny, za salą znajdowała się kuchnia. Piwnice były wydzierżawiane kupcom na skład. Wyposażenie pochodziło z XVI–XVII wieku. W sali zebrań na ścianie znajdowała się drewniana kolosalna figura św. Jerzego i dwa jelenie z naturalnym porożem. Budynek przebudowano w 1786 na mieszkalny, a w 1878 wyburzono i wzniesiono na jego miejscu neorenesansową kamienicę ozdobioną rzeźbą św. Jerzego, jej projektantami byli Hermann Ende i W. Böckmann. Prace budowlane prowadził elbląski miejski radca i mistrz budowlany Karl Schmidt. W kamienicy znajdowały się siedziby wielu firm i trustów, a po sprzedaży w 1919 dwupoziomowy sklep skórzano-obuwniczy Paula Baeringa. Dwór został zniszczony w lutym 1945 roku. Od 1982 prowadzono badania archeologiczne na miejscu starego i nowego dworu Artusa.